# Памятники истории и культуры местного значения Темиртау
Памятники истории и культуры местного значения города Темиртау — отдельные постройки, здания и сооружения, некрополи, произведения монументального искусства, памятники археологии, включённые в Государственный список памятников истории и культуры местного значения Карагандинской области. Списки памятников истории и культуры местного значения утверждаются исполнительным органом региона по представлению уполномоченного органа по охране и использованию историко-культурного наследия.
В Государственном списке памятников истории и культуры местного значения города в редакции постановления акимата Карагандинской области на 5 ноября 2015 года числились 2 наименования, оба — памятники градостроительства и архитектуры.

## Список памятников

### Градостроительства и архитектуры
| Номер в списке | Название                          | Изображение | Годы постройки, авторы             | Местоположение           |
| -------------- | --------------------------------- | ----------- | ---------------------------------- | ------------------------ |
| 958            | Здание Дворца культуры            |             | 1972 год, автор Б. Тальберг        | проспект Республики, 38  |
| 959            | Здание театра юного зрителя (ТЮЗ) |             | 1956 год, архитектор А. Бардошевич | проспект Республики, 136 |